# Alberto Lavinas
Alberto da Silva Lavinas (Três Rios, 10 de maio de 1930 – Rio de Janeiro, 2 de fevereiro de 1991) foi um cirurgião-dentista e político brasileiro atuante no Rio de Janeiro.

## Biografia
Filho de Aníbal Peixoto Lavinas e de Nadir da Silva Lavinas. Formado pela Universidade Federal de Juiz de Fora em 1951, estreou na política em Três Rios onde foi eleito vereador em 1958 e vice-prefeito em 1962. Instituído o bipartidarismo em 1965 optou pelo MDB. Eleito prefeito de Três Rios em 1966 deixou o cargo a fim de concorrer a uma vaga como deputado federal sendo eleito em 1970 e 1974.
Com a fusão entre o Rio de Janeiro e a Guanabara efetivada no governo Ernesto Geisel em 15 de março de 1975 vinculou-se ao grupo de Chagas Freitas em oposição a Amaral Peixoto embora um acordo visando a pacificação do MDB tenha feito de Alberto Lavinas o primeiro suplente de Amaral Peixoto quando este foi reeleito senador por via indireta em 1978. Convocado para o exercício do mandato por força de licença do titular, ingressou no PDS em 1980 e nele permaneceu até ingressar no PDT em 1986 sendo eleito prefeito de Três Rios em 1988.  